# Breitenbach (Schleusingen)
Breitenbach ist ein Ortsteil von Schleusingen im Landkreis Hildburghausen in Thüringen.

## Lage
Der Ort befindet sich am Südhang des Thüringer Waldes südöstlich von Suhl. Breitenbach liegt an der Vesser und unmittelbar an der südlichen Grenze des Biosphärenreservates Vessertal.

## Geschichte
Der Ort gehört zu den ältesten Orten der Gegend.
Am 10. Mai 1183 wurde Breitenbach laut einer Quelle erstmals urkundlich erwähnt. Andere Quellen nennen das Jahr 1144 als erste urkundliche Erwähnung, worauf sich auch seit jeher die Ortsjubiläen beziehen.
Das Dorf war ehemals ein typischer Waldort mit Waldarbeitern, Köhlern und Landwirten. Es gab auch Sägemühlen, eine Huf- und Nagelschmiede und einen Sensenhammer sowie Webereien. Es gab 32 Webermeister mit 65 Webstühlen.
Bis 1815 gehörte der Ort zum hennebergischen bzw. kursächsischen Amt Schleusingen und gelangte dann an den Kreis Schleusingen der neugebildeten preußischen Provinz Sachsen, bei dem er bis 1945 verblieb. Heute ist das Dorf ein moderner Wohnort mit 900 Einwohnern. Durch seine unmittelbare Nähe zum Biosphärenreservat Vessertal ist Breitenbach ein staatlich anerkannter Erholungsort. Seine Flur reicht weit in das Vessertal hinein.
1991 wurde der Ort ein Ortsteil der Großgemeinde St. Kilian und wurde mit dieser am 6. Juli 2018 in die Stadt Schleusingen eingemeindet.